# Lovro Brindisijski
Lovro Brindiški (Brindisi, 22. srpnja 1559. – Lisabon, 22. srpnja 1619.), katolički svećenik i kapucinski redovnik, crkveni naučitelj i svetac.

## Životopis
Giulio Cesare Russo je rođen u Brindisiju u Napuljskom Kraljevstvu, u obitelji mletačkih trgovaca. Školovao se u učilištu svetog Marka u Veneciji i pridružio kapucinima u Veroni kao brat Lovro. Dalje se školovao na Sveučilištu u Padovi. Lovro je govorio tečno većinu europskih i semitskih jezika. Imenovan je kapucinskim generalom definitorom u Rimu 1596. Papa Klement VIII. dodijelio mu je zadatak rada sa Židovima u Rimu. Počevši od 1599., Lovro je osnivao kapucinske samostane u Njemačkoj i Austriji, unaprijedio protureformacijski pokret i uspješno djelovao na povratku protestanata na katoličku vjeru.
Godine 1601., služio je kao carski kapelan u vojsci Rudolfa II., cara Svetog Rimskog Carstva. Uspješno je regrutirao Philippa Emmanuela, vojvodu od Mercœura za pomoć u borbi protiv Turaka. Vodio je vojsku tijekom oslobođenja Stolnog Biograda u Mađarskoj od Osmanskog Carstva, naoružan samo raspelom. Godine 1602., izabran je za generalnoga vikara kapucinskog reda. Izabran je ponovno 1605., ali je odbio. Stupio je u službu Svete Stolice i postao papinski nuncij u Bavarskoj. Nakon što je bio i papinski nuncij u Španjolskoj, povukao se u samostan 1618. Bio je još posebni izaslanik kralja Španjolske u Napulju 1619. Umro je na svoj rođendan u Lisabonu. Papa Pio VI. proglasio ga je blaženim 1783. Papa Lav XIII. proglasio ga je svetim 1881. godine. Papa Ivan XXIII. proglasio ga je crkvenim naučiteljem 1959. godine. Njegov blagdan slavi se 21. srpnja.

## Vanjske poveznice
|  | Wikizvor ima izvorni tekst Autor:Lovro Brindiški |